# Ogrozd
Ogrozd (lat. Ribes uva-crispa)  grm iz porodice ogrozdovki. Srednjeg je rasta s trnovitim granama. 

## Opis
Plodovi su veći od bobica ribiza, zelenkastožute ili ružičaste boje. Kožica bobica pokrivena je finim dlačicama, a ima i sorti s glatkom kožicom. Okus je slatkokiselkast. 

## Proizvodi od ogrozda
Prerađuje se u kompot, džem ili žele.

## Slike
- R. uva-crispa
- R. uva-crispa
- Plodovi ogrozda
- Ogrozd (piska) (ribes uva-crispa) - plod sa začetkom pepelnice (sphaerotheca mors uvae)
- Ogrozd (piska) (ribes uva-crispa) - plod s pepelnicom (sphaerotheca mors uvae)